# Grand-Rosière-Hottomont
Grand-Rosière-Hottomont is een dorp in de Belgische provincie Waals-Brabant en een deelgemeente van Ramillies. De deelgemeente bestaat uit het Grand-Rosière en het daarop aansluitend gehucht Hottomont.

## Geschiedenis
Op het eind van het ancien régime werden Grand-Rosière en Hottomont beide een gemeente. In 1822 werden beide gemeente al samengevoegd tot de gemeente Grand-Rosière-Hottomont.
In 1977 werd Grand-Rosière-Hottomont een deelgemeente van Ramillies.

## Demografische ontwikkeling
- Bronnen:NIS, Opm:1831 tot en met 1970=volkstellingen, 1976= inwonersaantal op 31 december

## Bezienswaardigheden
- Tumulus van Hottomont, een Romeinse Tumulus ten zuidoosten van Hottomont.

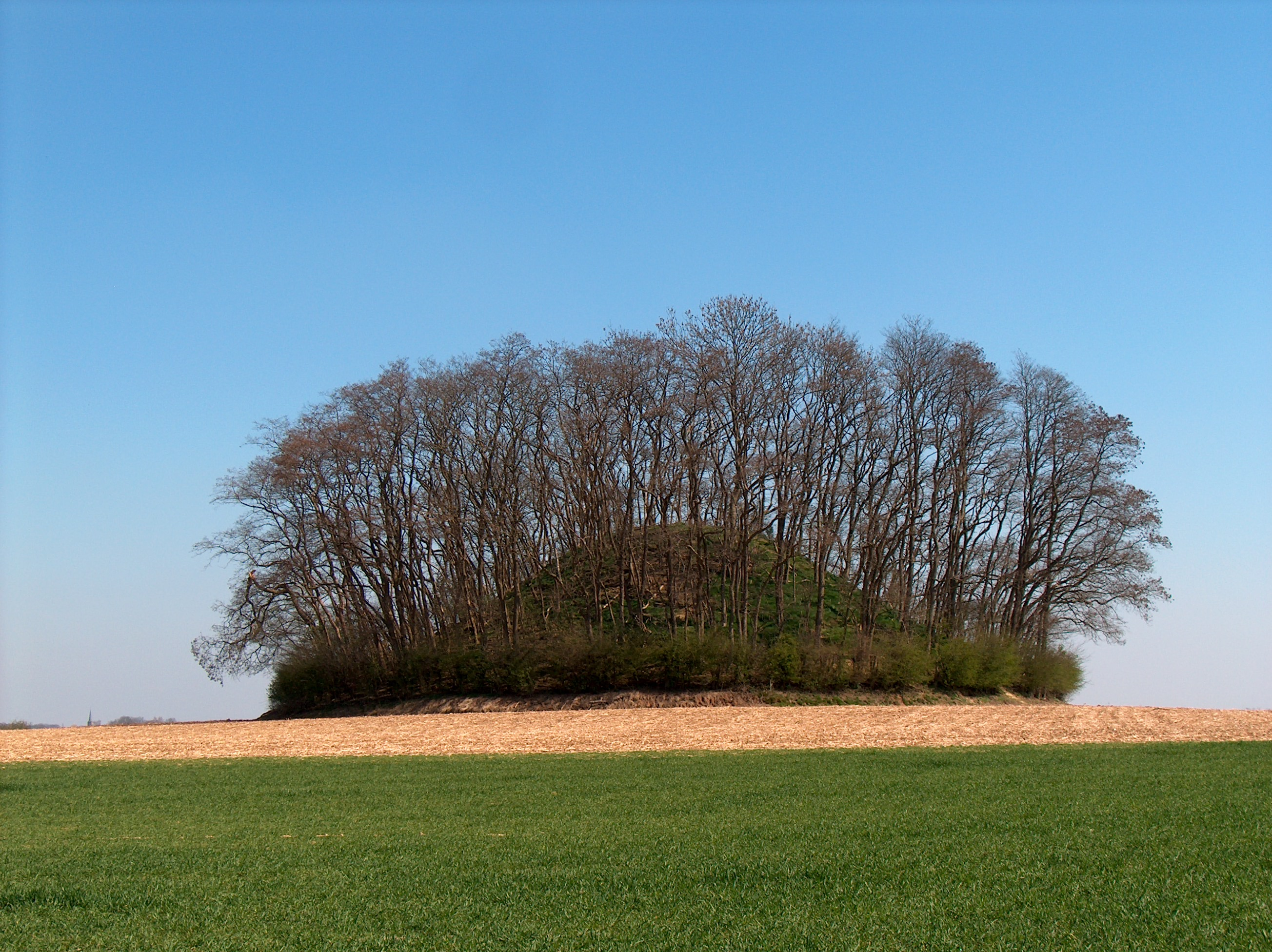
Tumulus van Hottomont

- De Église Notre-Dame

## Verkeer en vervoer
Door Grand-Rosière-Hottomont loopt de N91 tussen Leuven en Namen. Hierop sluit de N243 aan richting Perwijs.
Deelgemeenten: Autre-Église · Bomal · Geest-Gérompont-Petit-Rosière · Grand-Rosière-Hottomont · Huppaye · Mont-Saint-André · Ramillies-Offus

Overige dorpen en gehuchten: Geest-Gérompont · Gérompont · Grand-Rosière · Hédenge · Hottomont · Molembais-Saint-Pierre · Offus · Petit-Rosière

Belgische gemeenten · Arrondissement Nijvel · Waals-Brabant · Wallonië